# Bruch (Familienname)
Bruch ist ein deutscher Familienname.

## Namensträger
- August Bruch (1874–1938), deutscher Politiker
- Carl Bruch (Mediziner) (1819–1884), deutscher Anatom
- Carl Friedrich Bruch (1789–1857), deutscher Ornithologe
- Carola Bruch-Sinn (1853–1911), österreichische Schriftstellerin, Übersetzerin und Redakteurin
- Christian Bruch (Manager) (* 1970), deutscher Manager
- Christian Gottlieb Bruch (1771–1836), deutscher Geistlicher
- Erich vom Bruch (1885–1933), deutscher Politiker, Bürgermeister von Leer
- Ernst Bruch (Statistiker), deutscher Statistiker und Stadtplaner
- Ernst Bruch (Mediziner) (1905–1974), deutsch-US-amerikanischer Mediziner
- Gerd vom Bruch (* 1941), deutscher Fußballspieler und -trainer
- Gerhard Bruch (1936–2019), deutscher Politiker (SPD)
- Gustav Bruch (Brauereibesitzer) (1822–1899), deutscher Brauereibesitzer und Politiker (NLP)
- Gustav Bruch (Politiker) (1878–1956), deutscher Politiker (DPS)
- Hans Bruch (Dirigent) (1891–1968), deutscher Pianist und Dirigent
- Hans Bruch (Maler) (1887–1913), deutscher Maler
- Hans-Peter Bruch (* 1947), deutscher Mediziner, Chirurg in Würzburg und Lübeck
- Harald-Robert Bruch (* 1964), deutscher Mediziner
- Heike Bruch (* 1966), deutsche Wirtschaftspsychologin und Hochschullehrerin
- Hellmut Bruch (* 1936), österreichischer Künstler
- Hendrik Bruch (1962–2016), deutscher Komponist, Sänger und Musikproduzent
- Hilde Bruch (1904–1984), deutsch-amerikanische Ärztin und Psychoanalytikerin
- Izani Bruch, chilenische lutherische Bischöfin
- Johann Sebastian Bruch (1759–1828), deutscher Kaufmann, Richter und Politiker, Bürgermeister von Alt-Saarbrücken
- Johann Friedrich Bruch (1792–1874), deutscher Theologe
- Karl Bruch (Schriftsteller) (1834–1906), deutscher Schriftsteller
- Karl Peter Bruch (* 1946), deutscher Politiker (SPD), MdL Rheinland-Pfalz
- Klaus vom Bruch (* 1952), deutscher Medienkünstler
- Ludwig Bruch (1857–1943), deutscher Konteradmiral
- Ludwig von dem Bruch (1869–1943), österreichischer Opernsänger
- Margarete Bruch (1882–1963), deutsche Schriftstellerin
- Max Bruch (1838–1920), deutscher Komponist
- Peter Bruch (* 1955), deutscher Schwimmer
- Philipp Bruch (1781–1847), deutscher Apotheker und Bryologe
- Ricky Bruch (1946–2011), schwedischer Diskuswerfer und Schauspieler
- Rüdiger vom Bruch (1944–2017), deutscher Neuzeithistoriker
- Rudolf vom Bruch (1888–1959), deutscher Arzt und Regionalhistoriker
- Thomas Bruch (* 1950), deutscher Unternehmer
- Thomas vom Bruch (* 1961), deutscher Pädagoge und Politiker (CDU)
- Volker Bruch (* 1980), deutscher Schauspieler
- Walter Bruch (1908–1990), deutscher Fernsehpionier
- Wieland Bruch (* 1961), deutscher Schachkomponist
- Wilhelm Bruch (1854–1927), deutscher Kapellmeister